# プレドラグ・ヨヴァノヴィッチ
プレドラグ・ヨヴァノヴィッチ（セルビア語: Предраг Јовановић, ラテン文字転写: Predrag Jovanović、1965年8月11日 - ）は、セルビア（旧ユーゴスラビア）の元サッカー選手。ポジションはフォワード。

## タイトル

### レッドスター・ベオグラード
- ユーゴスラビア・プルヴァ・リーガ：1991-92
- インターコンチネンタルカップ：1991